# Dawung (Palang)
Dawung is een bestuurslaag in het regentschap Tuban van de provincie Oost-Java, Indonesië. Dawung telt 2833 inwoners (volkstelling 2010).